# Uğurludağ
Uğurludağ ist eine Stadt und ein Landkreis der türkischen Provinz Çorum. Die Stadt liegt etwa 45 Kilometer westlich der Provinzhauptstadt Çorum am Westhang des Bergzugs Köse Dağı an einem Nebenfluss des etwa zehn Kilometer nördlich fließenden Kızılırmak.  Sie beherbergt die knappe Hälfte der Landkreisbevölkerung (2020: 46,2 %).
Der Landkreis liegt im Zentrum der Provinz. Er grenzt im Osten an den zentralen Landkreis, im Süden und Westen an den Kreis Sungurlu sowie im Norden an die Kreise Bayat und İskilip. Als Binnenkreis hat er keine gemeinsamen Grenzen mit anderen Provinzen.
Der Kreis wurde 1987 gebildet und vom Südteil des Kreises İskilip abgespalten. Der gesamte ehemalige Bucak Uğurludağ mit 17 Dörfern (Köy) und der verwaltenden Gemeinde (Bucak Merkezi) Uğurludağ bildete den neuen Kreis. Der Bucak hatte bei der letzten Volkszählung vor der Gebietsänderung (1985) eine Bevölkerung von 14.110 Einwohnern, wobei 6061 auf die Gemeinde Uğurludağ fielen.
Heute (2020) besteht er neben der Kreisstadt aus 20 Dörfern mit durchschnittlich 166 Bewohnern. Eskiçeltek ist dabei das größte Dorf mit 451 Einwohnern. Die Bevölkerungsdichte liegt mit 14 Einwohnern je Quadratkilometer unter dem Provinzdurchschnitt (43 Einwohner je km²). 